# 阿尔维德·吕德曼
阿尔维德·吕德曼（瑞典語：Arvid Rydman，1884年6月25日—1953年5月14日），生于阿拉武斯，芬兰男子竞技体操运动员。他曾代表芬兰获得1912年夏季奥运会体操比赛男子团体自由式银牌。